# 陳雨凡
陳雨凡（1975年8月3日—）為一名台灣律師，畢業於輔仁大學法律系，曾為時代力量黨員。長期投入冤獄平反工作，曾任民間司法改革基金會執行長。

## 生平
2019年4月3日，陳雨凡宣布投入第10屆立法委員選舉，代表時代力量參選臺北市第七選舉區區域立法委員。2019年9月27日，陳與民主進步黨臺北市議員許淑華整合民調後自行宣布退選，並支持許選立委；時代力量黨內有人要求開除陳黨籍，陳雨凡表示，會作出退選決定、原先參選的最大動力和原則，都完全一致沒有改變，就是「團結台灣、合力抗中」，時代力量不願為「抗中保台」共同努力，她已經「徹底心寒」，10月4日陳宣布退黨。
2020年5月26日，轉任促轉會專任委員。
2022年10月11日又回法律扶助基金會擔任專職律師。

## 爭議
2024年11月1日，陳彥翔縱火案二審於高等法院進行言詞辯論，法律扶助基金會派出林俊宏、陳雨凡、陳志寧律師替陳彥翔辯護。陳志寧指陳彥翔是因為點燃的衛生紙「太燙」才扔掉，鑄成大錯，非有意殺人。陳雨凡主張，除非被告在犯罪前自首、或逃無可逃，否則就應該減刑。死者家屬陳彥翔大嫂的母親林雪紅對著陳雨凡怒斥「不要再傷害我們了！可以這樣昧著良心嗎？會有報應的」。
2024年12月11日，高等法院二審判決陳彥翔無期徒刑，林雪紅再點名法扶律師陳雨凡，陳女在法庭上說陳彥翔有自首、沒有浪費社會資源，她批「法扶用納稅人的錢請了3位大律師免費替陳彥翔打官司、顛倒黑白」，不是在浪費社會資源嗎？她諷刺地說，如果廢死律師拿出這種精神去對付殺人犯，台灣的犯罪率應該不會那麼高，但律師團卻用這種手段來對付被害人、傷痛欲絕的家屬。

## 著作
| 出版日期 | 作者                                                           | 書名                                                  | 出版社         | 頁數    |
| 2006年   | 郭吉仁、林永頌、陳為祥、蔡碧仲、鄭文龍、郭怡青、陳雨凡、蔡孟勳 | 《考察英國法律扶助制度報告書 （页面存档备份，存于）》 | 法律扶助基金會 | 共105頁 |

## 外部連結
- 陳雨凡的Facebook專頁